# Leptanthura orientalis
Leptanthura orientalis is een pissebed uit de familie Leptanthuridae. De wetenschappelijke naam van de soort is voor het eerst geldig gepubliceerd in 1925 door Barnard.